# Pott Shrigley
Pott Shrigley – wieś w Anglii, w hrabstwie ceremonialnym Cheshire, w dystrykcie (unitary authority) Cheshire East. Leży 56 km na wschód od miasta Chester i 241 km na północny zachód od Londynu. W 2001 miejscowość liczyła 220 mieszkańców.